# Global Crossing
Global Crossing (GLBC) fue una compañía multinacional de telecomunicaciones con domicilio legal en Bermuda y, sede administrativa en Nueva Jersey, Estados Unidos. El 3 de octubre de 2011 la compañía fue adquirida por Level 3 Communications
Su red Tier 1 conectaba a más de 300 ciudades importantes y 28 países de todo el mundo y prestaba servicios a más de 600 ciudades y 60 países. 
Global Crossing tuvo una considerable presencia en Sudamérica y el Caribe con oficinas y centros de operación en doce de las principales ciudades de la región.
A través de sus sistemas de cables submarinos (SAC) y terrestres, Global Crossing conectó América del Sur, México, América Central y el Caribe con el resto de su red global.
Global Crossing fundaba su negocio en la venta de capacidad en sus cables. A diferencia de los consorcios de telecomunicaciones que poseían cables submarinos propios, Global Crossing abrió su cable a cualquiera que quisiera usarlo. Tradicionalmente, una empresa que desea comprar capacidad en un cable, ya sea terrestre o submarino, tenía que firmar un contrato a largo plazo por una cantidad fija de capacidad desde el punto A hasta el punto B (y luego ocuparse de revender dicha capacidad "al por menor"). Como las diferentes partes tenían cables diferentes, un cliente tenía que tener acuerdos por separado con cada propietario de un cable terrestre o oceánico a lo largo de la ruta que quería usar, digamos desde Houston a Roma. Global Crossing ofreció a los clientes la flexibilidad de utilizar la capacidad en cualquier punto de su red, cuando lo necesitaban.
Tras la explosión de la burbuja de las punto-com, Global Crossing sufrió diversas dificultades financieras que concluyeron con la adquisición de la empresa (y su pasivo) por parte de Level 3 Communications en octubre de 2011.